# Таккар, Вайшали
Вайша́ли Та́ккар (хинди वैशाली ठक्कर; 15 июля 1992, Удджайн, Мадхья-Прадеш — 15 октября 2022, Индаур, Мадхья-Прадеш) — индийская актриса

.

## Ранняя жизнь
Вайшали Таккар родилась 15 июля 1992 года в Удджайне (штат Мадхья-Прадеш, Индия) в семье Х. Б. Таккар и Анну Такар. У неё был брат — Нирадж Таккар (род. 1996).

## Карьера
Таккар, в основном, работала на хинди-телевидении. Её дебютным телесериалом стала самая продолжительная драма Star Plus «Как назвать эти отношения?», в которой она играла Санджану с 2015 по 2016 год.
В 2016 году она сыграла Вринду в «Это любовь».
С августа 2016 года по декабрь 2017 года она играла Анджали Бхарадвадж в сериале «Вторая семья Симар» на канале Colors TV вместе с Сидхартом Шивпури и Роханом Мехрой.
В 2018 году она получила роль Шивани в сериале SAB TV «Супер-сёстры: Магия любви победит».
Затем она исполнила роль Нетры в сериале «Яд или эликсир: Ситара» на телеканале Colors TV вместе с Арханом Беллом.
С ноября 2019 года по июнь 2020 года Таккар играла Ананью / Манси в сериале «Манмохини» на Zee TV вместе с Карамом Раджпалом и Рейхной Малхотрой.

## Личная жизнь
Таккар обручилась со своим парнем, доктором Абхинанданом Сингхом из Кении, 26 апреля 2021 года. Их свадьба была запланирована на июнь 2021 года, но они расстались через месяц после помолвки.
В декабре 2022 года Таккар должна была выйти замуж за инженера-программиста из Калифорнии Митеша Гора.

## Смерть
Вечером 15 октября 2022 года Таккар покончила жизнь самоубийством, повесившись на потолочном вентиляторе в своём доме в Теджаджи Нагар, Индор, штат Мадхья-Прадеш, в котором она жила с предыдущего года. Её тело было обнаружено отцом на следующее утро. В спальне Таккар была найдена предсмертная записка, в которой она возложила ответственность за свою смерть на своего соседа Рахула Навлани и его жену, обвинив их в психических пытках, и попросила мать наказать их. Рахул позже был арестован. Вайшали должна была выйти замуж в декабре 2022 года, а её брат, разговаривая со СМИ, сообщил, что Рахул постоянно угрожал ей и говорил, что не позволит свадьбе состояться.
Таккар хотела пожертвовать свои глаза после смерти и её семья исполнила это желание перед её кремацией 16 октября 2022 года
.